# Жав Вин Лай
Жав Вин Лай (бирм. ဇော်ဝင်းလေး; 22 октября 1963, Пакхоуку, Магуэ — 3 октября 2014) — мьянманский шахматист, гроссмейстер (2000). Первый гроссмейстер и международный мастер в своей стране. Чемпион Мьянмы (1990, 1995, 1996, 2007), в составе сборной — участник Олимпиад (1998, 2000, 2008). Участник одного из сильнейших турниров в истории Азии — Japfa Classic 2000. Был рекордсменом по количеству сыгранных партий — 187 за 9 дней.
Жав Вин Лай начал играть в шахматы в 10 лет. Из-за ограниченных финансовых возможностей чаще играл в региональных турнирах Мьянымы. В 1990-е годы, после шахматного бума в Мьянме, заметно увеличил рейтинг (с 2200 в 1993 году до 2560 в 1999 году).
Умер 7 октября 2014 года в Мандалайе из-за из-за диабета и повышенного давления. У него остались две дочери. Незадолго до смерти сыграл последний турнир — Кубок главы региона Мандалай с 29 сентября по 4 октября. С 2014 года в Мьянме проходят Мемориалы Жав Вин Лайа.